# Ryan Atwood
 Der er for få eller ingen kildehenvisninger i denne artikel, hvilket er et problem. Du kan hjælpe ved at angive troværdige kilder til de påstande, som fremføres i artiklen.

Ryan Atwood er en fiktiv person; en af hovedkaraktererne i tv-serien The OC.
Han bliver spillet af den amerikanske skuespiller Ben McKenzie – døbt Benjamin McKenzie Schenkkan, som er født d. 12. september 1978, i Austin, Texas.
Ryan Atwood er med i alle fire sæsoner af The OC, og er i alle sammen en af hovedrollerne.
Ryan er vokset op i Chino, sammen med hans ældre bror Trey, hans mor, og forskellige mænd, som har været hans mors kæreste.
Hans mor er alkoholiker, og derfor har Ryan ikke haft noget særlig godt liv, før Sandy Cohen, kommer og tager ham med hjem til Newport.
Ryan er lidt af et problembarn, og for derfor i starten lidt problemer ved at bo i Newport. Senere lærer han dog, hvordan man skal opfører sig, og igennem serien, ser man hvordan han går fra at være en ung teenager til at være en "rigtig" voksen.
| Biografi | Spire Denne biografi er en spire som bør udbygges. Du er velkommen til at hjælpe Wikipedia ved at udvide den. |